# 보리스 로마쇼프
보리스 로마쇼프(Boris Romashov, 러시아어: Бори́с Серге́евич Ромашо́в, 1895년 ~ 1958년)는 러시아의 극작가다.
신경제정책시대의 부자들의 풍속을 통렬히 폭로한 풍자희극 <공기(空氣)만두>(1925)가 당시의 혁명극장에서 상연되면서 일약 유명해졌고, 그 후 30년간에 <크리보르이리스크의 최후> <불꽃다리> <히어로의 교대> <큰 힘> 등 20여편의 희곡을 발표했는데, 이들은 모두 말리 극장을 비롯한 여러 극장에서 상연되었다.